# Мишель, Крисетт
Крисетт Мишель Пейн (англ. Chrisette Michele Payne; род. 8 декабря 1982, Сентрал-Айслип, Нью-Йорк), — американская R&B и соул певица. В 2009 году она получила премию «Грэмми» в номинации лучшее урбан- или альтернативное исполнение за песню «Be OK» (при участии will.i.am).

## Карьера
К 23 годам, когда она подписала контракт с Def Jam Recordings. Ненадолго участвовала в реалити-шоу «R&B Divas» на TV One.
Дебютный альбом Мишель I Am был выпущен 18 июня 2007 года. И занял 5-е место в Top R&B/Hip-Hop Albums.
В середине 2008 года Мишель начала запись своего второго альбома Epiphany. В 2009 году заглавный трек альбома был выпущен в качестве ведущего сингла. И дебютировал в Billboard Hot 100, где он достиг 89-го места. Выпущенный 5 мая 2009 года альбом занял 1 место в Billboard 200. Было продано 83 000 копий за первую неделю.
Она была подписана на Motown Records, Capitol Records и Caroline Distribution, но в 2017 году была исключена из списка участников. В том же году Мишель объявила о планах выпускать новую музыку независимо через свой собственный лейбл Rich Hipster.
Мишель работала со многими артистами, включая Ne-Yo, Rick Ross, Drake, Maxwell, Musiq Soulchild, Anthony Hamilton, Solange Knowles, John Legend, The Game, Nas, Jay Z, Nas, Talib Kweli и другими.

## Критика
Крисетт Мишель выступала перед Бараком и Мишель Обамой на торжественном обеде в Белом доме. В январе 2017 года СМИ сообщили, что Мишель выступит на инаугурации Дональда Трампа. Она согласилась на выступление вопреки советам своих поклонников и мужа. После этого певица потеряла контракт на распространение альбома, а радиостанции перестали крутить её песни. Спайк Ли отказался использовать песню Крисетт Мишель «Black Girl Magic» в своём предстоящем сериале Netflix. Через несколько дней после скандала певица выпустила песню «Нет политического гения».

## Личная жизнь
Была замужем за Дугом «Биггсом» Эллисоном. Пара поженилась в 2016 году и решила разойтись в 2018 году.

## Дискография
- I Am (2007)
- Epiphany (2009)
- Let Freedom Reign (2010)
- Better (2013)
- Milestone (2016)
- Out of Control (2018)

## Награды и номинации
| Год  | Награда                    | Номинация                                                                    | Результат |
| ---- | -------------------------- | ---------------------------------------------------------------------------- | --------- |
| 2008 | Vibe Music Award           | Прорывной артист года                                                        | Номинация |
| 2008 | «Грэмми»                   | Лучшее женское вокальное исполнение в стиле ритм-н-блюз («If I Have My Way») | Номинация |
| 2008 | BET Awards                 | Лучший новый исполнитель                                                     | Номинация |
| 2008 | Музыкальная премия Centric | Virtual Awards: Soul Approved                                                | Победа    |
| 2008 | Музыкальная премия Centric | Женщина-артист года                                                          | Номинация |
| 2008 | Премия NAACP Image         | Выдающийся новый артист                                                      | Номинация |
| 2009 | «Грэмми»                   | Лучшее урбан- или альтернативное исполнение («Be OK»)                        | Победа    |
| 2009 | Soul Train Awards          | Лучшая исполнительница R&B/соул                                              | Номинация |
| 2009 | Urban Music Awards         | Лучшее женское исполнение                                                    | Номинация |
| 2010 | Музыкальная премия Centric | Премия Centric                                                               | Номинация |
| 2013 | Премия Soul Train          | Лучшая исполнительница R&B/соул                                              | Номинация |
| 2014 | «Грэмми»                   | Лучший альбом в стиле ритм-н-блюз (Better)                                   | Номинация |